# فارمینگدال (مین)
فارمینگدال(به انگلیسی: Farmingdale) شهری در ایالت مین کشور ایالات متحده آمریکا است که جمعیت آن در سرشماری سال ۲۰۱۰ میلادی، ۱٬۹۷۰ نفر بوده‌است.